# Puccinellia krusemaniana
Puccinellia krusemaniana là một loài thực vật có hoa trong họ Hòa thảo. Loài này được Jansen & Wacht. miêu tả khoa học đầu tiên năm 1949.